# Yavoriv
Yávoriv (en ucraniano: Я́ворів, en polaco: Jaworów, en ruso: Я́воров, Yávorov) es una ciudad ucraniana situada en el óblast de Leópolis unos 50 km al oeste de Leópolis. Es el centro administrativo del rayón (distrito) de Yavoriv. La población era de unos 12,785 habitantes en 2022.

## Historia
La ciudad se menciona por primera vez en el año 1436. En 1569 obtuvo el Derecho de Magdeburgo. Era una de las ciudades preferidas del rey polaco Juan III Sobieski.